# Eli Corrêa Filho
Adriano Eli Corrêa, mais conhecido como Eli Corrêa Filho (São Paulo, 13 de janeiro de 1976) é um radialista e político brasileiro, filiado ao União Brasil (UNIÃO).
É filho do radialista Eli Corrêa e de Ana Maria Pacolo, psicóloga e advogada. É casado com Francislene Assis de Almeida Corrêa e tem duas filhas: Sophia e Luna.
Participa do programa de rádio "Eli Corrêa", na Rádio Capital, com o Quadro "O Repórter do Povo", prestando orientação à população sobre direito do consumidor e problemas com o Estado e o Município. Aos sábados, apresenta o Programa Eli Corrêa, programa que reúne entretenimento, prestação de serviço, dicas de saúde, comportamento e lazer.
Foi Deputado Estadual por três mandatos e hoje é Deputado Federal por São Paulo, em seu segundo mandato.
Também já foi Vice-Presidente da Comissão Parlamentar de Defesa do Direito do Consumidor, que discute, zela e analisa questões sobre o consumidor.
Foi candidato a prefeitura do Município de Guarulhos pelo DEM em 2016, terminando em 2º lugar.
Votou a favor do Processo de impeachment de Dilma Rousseff. Em abril de 2017 foi favorável à Reforma Trabalhista. Em agosto de 2017 votou contra o processo em que se pedia abertura de investigação do então presidente Michel Temer, ajudando a arquivar a denúncia do Ministério Público Federal. Na sessão do dia 25 de outubro de 2017, o deputado, mais uma vez, votou contra o prosseguimento da investigação do então presidente Michel Temer, acusado pelos crimes de obstrução de Justiça e organização criminosa. O resultado da votação livrou o Michel Temer de uma investigação por parte do Supremo Tribunal Federal (STF).